# 15e Bergkorps
Het Duitse 15e Bergkorps (Duits: Generalkommando XV. Gebirgs-Armeekorps) was een Duits legerkorps van de Wehrmacht tijdens de Tweede Wereldoorlog. Het korps werd voornamelijk ingezet als bezettingsmacht in Kroatië en was daar meest in gevecht met de partizanen.

## Krijgsgeschiedenis

### Oprichting
Het 15e Bergkorps werd gevormd in Kroatië op 12 augustus 1943 uit de staf van de "Befehlshaber der deutschen Truppen in Kroatien"  

### Inzet en einde
Het korps was verantwoordelijk voor alle Duitse troepen in Kroatië. Toen Italië zich overgaf aan de geallieerden op 9 september 1943, nam het korps deel aan de ontwapening van de Italiaanse troepen in Albanië en Montenegro. Vervolgens raakte het korps verwikkeld in gevechten met partizanen en Italiaanse troepen, o.a. bij Split en Zadar. Pas op 27 september werd Split ingenomen. Eind november 1943 voerde het korps Operatie "Delphin" uit, de zuivering van de kuststrook Zadar – Šibenik, inclusief 4 eilanden voor de kust. 
Eind mei 1944 voerde het korps Operatie Rösselsprung uit, die gericht was op het doden van de partizanenleider Josip Broz Tito. 
Op 15 maart 1945 probeerde het korps zijn 2 geïsoleerde groepen tot één linie te formeren, maar dat mislukte en daarmee werd de positie van het korps verder verzwakt. Vervolgens zette het Joegoslavische 4e Leger de Lika-Primorje-Operatie in op 20 maart. Rond 28 maart was Bihać ingenomen door de partizanen en was het korps effectief vernietigd. Slechts resten ontkwamen.
Op 8 mei 1945 capituleerde het 15e Bergkorps aan de partizanen. Bevelvoerend generaal Fehn en vele van zijn mannen werden vervolgens door de partizanen vermoord.

## Commandanten

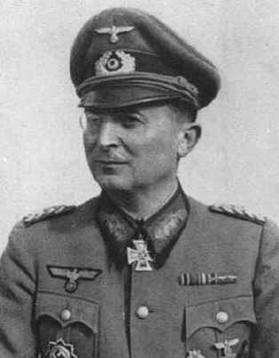
General Gustav Fehn

## Bovenliggende bevelslagen
| Leger          | Legergroep     | Plaats/regio | Begin            | Eind       |
| -------------- | -------------- | ------------ | ---------------- | ---------- |
| 2. Panzerarmee | Heeresgruppe F | Kroatië      | 12 augustus 1943 |            |
| Heeresgruppe E | Heeresgruppe F | Kroatië      | januari 1945     |            |
| --             | Heeresgruppe E | Kroatië      | april 1945       | 8 mei 1945 |

## Commandanten[1]
| Rang                      | Naam             | Begin            | Eind            |
| ------------------------- | ---------------- | ---------------- | --------------- |
| General der Infanterie    | Rudolf Lüters    | 25 augustus 1943 | 10 oktober 1943 |
| General der Infanterie    | Ernst von Leyser | 1 november 1943  | 1 augustus 1944 |
| General der Panzertruppen | Gustav Fehn      | 1 augustus 1944  | 8 mei 1945      |